# Maren Uthaug
Maren Uthaug (født 7. oktober 1972 i Kautokeino, Norge) er en dansk/norsk/samisk blogger og forfatter.

## Opvækst
Uthaug blev født og voksede op i den overvejende samisktalende by Kautokeino i det indre Finnmark med en norsk mor og samisk far. I 1980 blev forældrene skilt, og Uthaug flyttede med moren og dennes nye, danske kæreste til Haderslev i Sønderjylland, en omvæltning hun i fiktiv form har beskrevet både i sin første selvudgivne grafiske roman og i sin debutroman.

## Uddannelse
Efter en studentereksamen fra Haderslev Katedralskole flyttede Uthaug til Aarhus, hvor hun påbegyndte teologistudiet ved Aarhus Universitet. Hun afbrød uddannelsen, da hun i 1997 vandt en talentkonkurrence ved et reklamebureau og efterfølgende flyttede til København for at gå på Den Danske Reklameskole.

## Karriere
Efter nogle år som fastansat tekstforfatter valgte Uthaug i 2001 at blive selvstændig som freelance tekstforfatter og klummeskribent for blandt andre Jyllands-Posten og magasinet Vi forældre. Hun udgav nogle små humoristiske bøger, nogle tegneserier om samer, og skrev på sin første roman. Hun har i dag skriveplads i tegnestuen Pinligt Selskab på Nørrebro.

## Blog
I 2009 oprettede Uthaug bloggen Marens Blog, hvor hun med stregtegninger, tekster og billeder deler ud af en til tider kaotisk hverdag med kæreste og tre børn. Bloggen og Uthaugs "tændstikfolk" blev ret hurtigt en succes, og i 2013 sendte hun derfor sine tegninger under titlen Ting jeg gjorde ind til Politikens konkurrence om at finde efterfølgeren til Nikoline Werdelins bagsidestribe. Hun vandt konkurrencen, og "Ting jeg gjorde" har siden kørt som fast daglig serie i avisen.

## Forfatterskab
Maren Uthaug har udgivet flere grafiske romaner med sine stregtegninger, de første som bestillingsopgaver, siden Ellers går det godt: Tankestreger som selvudgiver og med stor succes.
Hendes debutroman, Og sådan blev det fra 2013, blev udvalgt til at blive uddelt gratis landet over i forbindelse med Danmark Læser Dagen på Verdens Bogdag den 23. april 2015. Danske forlag havde indstillet gode bøger, hvoraf fem titler blev udvalgt af et uvildigt fagpanel til uddeling i mange tusinde eksemplarer. Bøgerne blev uddelt af 4.000 frivillige.

## Udgivelser
- "Ja, jeg er præmenstruel, hvad er din undskyldning for at være en idiot?" : en manual til kvinder 2005, Grafisk roman, Pretty Ink
- Overlevelsesguide til mødre 2006, Grafisk roman, Pretty Ink
- Nej, jeg er ikke tyk - det er kjolen, der får min røv til at se stor ud : og 101 andre ting mænd bør vide om kvinder 2006, Grafisk roman, Pretty Ink
- Når vi bliver trætte af vores tissemand, kan vi bare få en ny : og 103 andre grunde til at det er meget federe at være kvinde end at være mand 2008, Grafisk roman, Pretty Ink
- Ellers går det godt: Tankestreger 2012, Grafisk roman, Eget forlag
- Og sådan blev det 2013, Roman, Lindhardt og Ringhof
- Den lyse side 2014, Grafisk roman, Lindhardt og Ringhof
- Hvor der er fugle 2018, Roman, Lindhardt og Ringhof
- Sådan overlever du livet: 100 gode råd til teenagere om alt fra alkohol, neuroser og forældre til sex, selfies og kærlighed 2018, Grafisk roman
- En lykkelig slutning 2019, Roman, Lindhardt og Ringhof
- 11% 2022, Roman, Lindhardt og Ringhof
- 88% 2024, Roman, Lindhardt og Ringhof

## Nomineringer og priser
- Tegneserieprisen Pingprisen 2012, nomineret i kategorien ”Bedste danske debut” for Ellers går det godt.[10]
- Tegneserieprisen Pingprisen (3 år i træk), nomineret i kategorien ”Bedste nettegneserie” for sin blog: Marens Blog.[11]
- DR Romanprisen 2018, vinder med romanen Hvor der er fugle.[12]
- Otto B. Lindhardt-prisen 2019.[13]
- Læsernes Bogpris 2020 for romanen En lykkelig slutning.[14]
- De Gyldne Laurbær 2022[15]